# Bálvány
Le Bálvány [baːlvaːɲ] est un sommet de Hongrie dans le massif du Bükk dans les Carpates occidentales. Il est situé près de la localité de Bánkút dans le département de Heves.